# Chronologie des sports équestres
Cette page propose un accès chronologique aux événements ayant marqué l'histoire des sports équestres.
2020 - 2010 - 2000 - 1990 - 1980 - 1970 - 1960 - 1950 - 1940 - 1930 - 1920 - 1910 - 1900 - Avant 1900 - Notes et références

## Années 2020
- 2024 en sports équestres :
- 2023 en sports équestres :
- 2022 en sports équestres :
- 2021 en sports équestres :
- 2020 en sports équestres :

## Années 2010
- 2019 en sports équestres :
- 2018 en sports équestres : jeux équestres mondiaux de 2018 à Tryon (États-Unis)[1].
- 2017 en sports équestres :
- 2016 en sports équestres : épreuves d'équitation aux Jeux olympiques de 2016 à Rio de Janeiro.
- 2015 en sports équestres :
- 2014 en sports équestres : jeux équestres mondiaux de 2014 en Normandie (France)[2].
- 2013 en sports équestres : la britannique Charlotte Dujardin et son cheval Valegro établissent avec une note 93,975 % le nouveau record du monde en reprise libre en musique durant l’étape de la coupe du monde de dressage à Londres.
- 2012 en sports équestres : première édition de la coupe des nations de concours complet[3] et de la coupe du monde de polo sur neige.
- 2011 en sports équestres : décès spectaculaire du cheval Hickstead en pleine épreuve de la coupe du monde de saut d’obstacles[4].
- 2010 en sports équestres : jeux équestres mondiaux de 2010 à Lexington (Kentucky, États-Unis). Pour la première fois depuis la création des Jeux équestres mondiaux, l'édition se déroule en dehors de l'Europe[2].

## Années 2000
- 2009 en sports équestres :
- 2008 en sports équestres : les épreuves d'équitation des jeux olympiques de Pékin se déroulent à Hong Kong.
- 2007 en sports équestres :
- 2006 en sports équestres : jeux équestres mondiaux de 2006 à Aix la Chapelle (Allemagne)[2].
- 2005 en sports équestres :
- 2004 en sports équestres : les épreuves d'équitation des jeux olympiques d'Athènes se déroulent au centre équestre olympique de Markopoulo.
- 2003 en sports équestres : première édition de la coupe des nations de saut d'obstacles dans son format actuel et de la coupe du monde de concours complet d'équitation.
- 2002 en sports équestres : jeux équestres mondiaux de 2002 à Jerez de la Frontera (Espagne)[2].
- 2001 en sports équestres :
- 2000 en sports équestres :

## Années 1990
- 1999 en sports équestres : création de la fédération internationale de horse-ball.
- 1998 en sports équestres : jeux équestres mondiaux de 1998 à Rome (Italie)[2].
- 1997 en sports équestres :
- 1996 en sports équestres : lancement de la chaine de télévision française Equidia spécialisée sur les courses hippiques, les sports équestres et le monde du cheval.
- 1995 en sports équestres :
- 1994 en sports équestres : jeux équestres mondiaux de 1994 à La Haye (Pays-Bas)[2].
- 1993 en sports équestres : première édition du championnat d'Europe de polo remporté par l'Angleterre, à Saint-Moritz (Suisse).
- 1992 en sports équestres : première édition des championnats d'Europe mixtes de Horse-ball.
- 1991 en sports équestres : organisation des premiers championnats du monde de TREC, à  Chalon-sur-Saône (France)
- 1990 en sports équestres : organisation des premiers jeux équestres mondiaux à Stockholm en Suède[2].

## Années 1980
- 1989 en sports équestres :
- 1988 en sports équestres :
- 1987 en sports équestres : première édition de la coupe du monde de polo, à Buenos Aires (Argentine).
- 1986 en sports équestres : première édition des Championnats de France de saut d'obstacles (renommés Master pro en 2004) et première finale de la coupe du monde de dressage à Bois-le-Duc (Pays-Bas).
- 1985 en sports équestres : première édition du salon Cheval Passion à Avignon (France).
- 1984 en sports équestres : première apparition de l'équitation handisport aux Jeux paralympiques d'été de Stoke Mandeville/New York.
- 1983 en sports équestres : la voltige est reconnue par la fédération équestre internationale.
- 1982 en sports équestres : création de la fédération internationale de polo.
- 1981 en sports équestres :
- 1981 en sports équestres :
- 1980 en sports équestres :

## Années 1970
- 1979 en sports équestres : Hugo Simon remporte la finale de la première coupe du monde de saut d'obstacles.
- 1978 en sports équestres : première édition du Jumping International de Bordeaux.
- 1977 en sports équestres : création de Canada Hippique, la fédération équestre canadienne.
- 1976 en sports équestres :
- 1975 en sports équestres : première édition de la course d’endurance des 130 km de Florac, renommés plus tard 160 km de Florac.
- 1974 en sports équestres :
- 1973 en sports équestres :
- 1972 en sports équestres : première organisation du salon du cheval de Paris.
- 1971 en sports équestres :
- 1970 en sports équestres :

## Années 1960
- 1969 en sports équestres :
- 1968 en sports équestres :
- 1967 en sports équestres :
- 1966 en sports équestres : première édition des championnats du monde de dressage à Berne (Suisse).
- 1965 en sports équestres : première édition du championnat de France de concours complet et du championnat de France de dressage.
- 1964 en sports équestres : fondation de la fédération tunisienne des sports équestres et de tir[5].
- 1963 en sports équestres : première édition des championnats d'Europe de dressage à Copenhague (Danemark).
- 1962 en sports équestres :
- 1961 en sports équestres : première édition du Burghley Horse Trials, l'un des six concours complet internationaux quatre étoiles.
- 1960 en sports équestres : première édition du concours international de saut d'obstacles d'Hickstead.

## Années 1950
- 1959 en sports équestres :
- 1958 en sports équestres :
- 1957 en sports équestres : première édition des championnats d'Europe de saut d'obstacles à Rotterdam (Pays-Bas).
- 1956 en sports équestres : exceptionnellement, les épreuves d'équitation aux jeux olympiques de 1956 se déroulent à Stockholm au lieu de Melbourne en  raison d'une loi australienne imposant une longue quarantaine pour l'entrée d'animaux.
- 1955 en sports équestres :
- 1954 en sports équestres :
- 1953 en sports équestres : première édition des championnats du monde de saut d'obstacles à Paris (France).
- 1952 en sports équestres : la participation aux épreuves d'équitation des jeux olympiques n'est plus limitée aux officiers militaires : les civils et les femmes peuvent concourir.
- 1951 en sports équestres : l’équitation est inscrite au programme dès les premiers Jeux panaméricains de Buenos Aires (Argentine) et les premiers Jeux asiatiques à New Delhi.
- 1950 en sports équestres :

## Années 1940
- 1949 en sports équestres : le cheval Huaso sous la selle du capitaine Alberto Larraguibel établit le record du monde de saut en hauteur (2.47 m) par à Viña del Mar (Chili).
- 1948 en sports équestres : premiers Jeux olympiques à Londres depuis la fin de la seconde guerre mondiale.
- 1947 en sports équestres : création de la fédération royale belge des sports équestres.
- 1946 en sports équestres :
- 1945 en sports équestres :
- 1944 en sports équestres :
- 1943 en sports équestres :
- 1942 en sports équestres :
- 1941 en sports équestres :
- 1940 en sports équestres :

## Années 1930
- 1939 en sports équestres :
- 1938 en sports équestres :
- 1937 en sports équestres :
- 1936 en sports équestres : dernière apparition du polo aux Jeux olympiques, à Berlin (Allemagne) [6].
- 1935 en sports équestres :
- 1934 en sports équestres :
- 1933 en sports équestres :
- 1932 en sports équestres :
- 1931 en sports équestres :
- 1930 en sports équestres : création du Pari mutuel urbain (PMU)[7].

## Années 1920
- 1929 en sports équestres : le général français Albert-Eugène-Édouard Decarpentry rédige le premier règlement des épreuves internationales de dressage[8].
- 1928 en sports équestres : le ski joëring fait son unique apparition comme sport de démonstration aux Jeux olympiques d'hiver de 1928 à Saint-Moritz (Suisse).
- 1927 en sports équestres :
- 1926 en sports équestres : première édition du concours hippique international de Genève.
- 1925 en sports équestres :
- 1924 en sports équestres :
- 1923 en sports équestres :
- 1922 en sports équestres :
- 1921 en sports équestres : création de la fédération équestre internationale et de la Fédération française des sports équestres, ancêtre de la fédération française d'équitation[9],[10].
- 1920 en sports équestres : la voltige fait sa première et unique apparition aux jeux olympiques de 1920 à Anvers (Belgique).

## Années 1910
- 1919 en sports équestres :
- 1918 en sports équestres :
- 1917 en sports équestres : création de l'Association of American Horse Show, ancêtre de la fédération américaine d'équitation (United States Equestrian Federation).
- 1916 en sports équestres :
- 1915 en sports équestres :
- 1914 en sports équestres :
- 1913 en sports équestres :
- 1912 en sports équestres : le concours complet d’équitation et le dressage font leur entrée aux programme des jeux olympiques de 1912 à Stockholm.
- 1911 en sports équestres :
- 1910 en sports équestres :

## Années 1900
- 1909 en sports équestres :
- 1908 en sports équestres :
- 1907 en sports équestres :
- 1906 en sports équestres :
- 1905 en sports équestres :
- 1904 en sports équestres :
- 1903 en sports équestres :
- 1902 en sports équestres :
- 1901 en sports équestres : premier championnat du cheval d'armes (ancêtre du concours complet)[8].
- 1900 en sports équestres : l'équitation entre au programme des Jeux olympiques d'été de 1900 qui se déroulent à Paris (France).

## Avant 1900
- XIXe siècle en sports équestres